# Christina Obergföllová
Christina Obergföllová (* 22. srpna 1981, Lahr, Bádensko-Württembersko) je německá atletka, oštěpařka.

## Kariéra
14. srpna 2005 na světovém šampionátu v Helsinkách vybojovala hodem dlouhým 70,03 metru stříbrnou medaili. Tímto výkonem navíc ustanovila nový Evropský rekord. 23. června 2007 v Mnichově rekord vylepšila na 70,20 m. Na konci srpna téhož roku získala na MS v atletice v japonské Ósace znovu stříbro. Její evropský rekord později překonala na letních olympijských hrách v Pekingu Ruska Marija Abakumovová a následně Barbora Špotáková. Obergföllová brala na olympiádě bronz, když její nejdelší pokus z první série měřil 66,13 m. Po dopingovém nálezu a diskvalifikaci Abakumovové obdržela zpětně stříbrnou medaili. 
Reprezentovala také na olympiádě v Athénách v roce 2004, kde skončila v kvalifikaci na celkovém 15. místě a do dvanáctičlenného finále se neprobojovala.